# Mine Is Yours
Albums de Cold War Kids
Behave Yourself
(2010) Dear Miss Lonelyhearts
(2013)
Singles
1. Louder than Ever
2. Skip the Charades
3. Finally Begin

Mine Is Yours est le troisième album du groupe américain de rock indépendant Cold War Kids, publié le 25 janvier 2011.
Trois singles sont extraits de l'album : Louder than Ever, Skip the Charades et Finally Begin.

## Liste des chansons
Toutes les paroles sont écrites par Nathan Willett, toute la musique est composée par Cold War Kids.
| No  | Titre                       | Durée |
| --- | --------------------------- | ----- |
| 1.  | Mine Is Yours               | 4:16  |
| 2.  | Louder than Ever            | 2:44  |
| 3.  | Royal Blue                  | 3:33  |
| 4.  | Finally Begin               | 3:41  |
| 5.  | Out of the Wilderness       | 4:07  |
| 6.  | Skip the Charades           | 4:25  |
| 7.  | Sensitive Kid               | 3:33  |
| 8.  | Bulldozer                   | 5:02  |
| 9.  | Broken Open                 | 4:39  |
| 10. | Cold Toes on the Cold Floor | 4:06  |
| 11. | Flying Upside Down          | 4:17  |